# Nguyễn Phúc Hòa Thục
Nguyễn Phúc Hòa Thục (chữ Hán: 阮福和淑; 5 tháng 7 năm 1818 – 27 tháng 11 năm 1893), phong hiệu  An Vĩnh Công chúa (安永公主), là một công chúa con vua Minh Mạng nhà Nguyễn trong lịch sử Việt Nam.

## Tiểu sử
Hoàng nữ Hòa Thục sinh ngày 3 tháng 6 (âm lịch) năm Mậu Dần (1818), là con gái thứ sáu của vua Minh Mạng, mẹ là Thất giai Quý nhân Cái Thị Trinh. Công chúa là con đầu lòng của bà Quý nhân, là chị cùng mẹ với Phương Duy Công chúa Vĩnh Gia và Ba Xuyên Quận công Miên Túc.
Năm Thiệu Trị thứ 3 (1843), bà lấy chồng là Phò mã Đô úy Nguyễn Trường, người Gia Định, là con trai của Thị vệ Nguyễn Văn Lộc. Năm Tự Đức thứ 7 (1854), bà được phong làm An Vĩnh Công chúa (安永公主). Năm thứ 12 (1859) thì phò mã Trường mất. Công chúa và phò mã có với nhau hai con trai và hai con gái.
Năm Thành Thái thứ 5 (1893), Quý Tỵ, ngày 20 tháng 10 (âm lịch), công chúa Hòa Thục qua đời, thọ 76 tuổi, thụy là Mỹ Thục (美淑). Mộ của bà được táng tại Nguyệt Biều (thuộc Hương Thủy, Thừa Thiên - Huế).